# بوم‌شناسی سیاسی فمینیستی
بوم‌شناسی سیاسی فمینیستی (انگلیسی: Feminist political ecology) دیدگاهی فمینیستی در مورد بوم‌شناسی سیاسی است که از نظریه‌های مارکسیسم، پساساختارگرایی، جغرافیای فمینیستی، اکوفمینیسم و بوم‌شناسی فرهنگی استفاده می‌کند. بوم‌شناسی سیاسی فمینیستی به بررسی جایگاه روابط اجتماعی درهم‌تنیده در چشم‌انداز بوم‌شناختی سیاسی می‌پردازد و آن‌ها را به‌عنوان عاملی در روابط بوم‌شناختی و سیاسی مورد بررسی قرار می‌دهد. حوزه‌های خاصی که بوم‌شناسی سیاسی فمینیستی در آن‌ها متمرکز است عبارتند از توسعه، چشم‌انداز، استفاده از منابع، بازسازی کشاورزی و دگرگونی جوامع روستایی-شهری (هورکا ۲۰۰۶: ۲۰۹). بوم‌شناسان سیاسی فمینیست پیشنهاد می‌کنند که جنسیت یک متغیر حیاتی، در رابطه با طبقه، نژاد و سایر ابعاد مرتبط زندگی بوم‌شناختی سیاسی، در ایجاد دسترسی، کنترل و دانش منابع طبیعی است.
بوم‌شناسی سیاسی فمینیستی به سه حوزه جنسیتی می‌پیوندد: دانش، محیط زیست‌گرایی، و سیاست زیست‌محیطی و فعالیت‌های مردمی. دانش جنسیتی شامل حفظ محیط‌های سالم در خانه، محل کار یا اکوسیستم‌های منطقه‌ای است. حقوق زیست‌محیطی یا محیط زیست‌گرایی جنسیتی شامل دارایی، منابع، فضا و قانون است. سیاست‌های زیست‌محیطی جنسیتی و فعالیت‌های مردمی بر افزایش مشارکت زنان در مبارزات جمعی بر سر منابع طبیعی‌شان تأکید دارد.

## نمونه کاربردی
بوم‌شناسی سیاسی فمینیستی شامل مطالعه چگونگی ارتباط دسترسی به آب و جنسیت، به‌ویژه در کشورهای در حال توسعه است. جریان اصلی جنسیت، هم‌گرایی مسائل زنان و برابری جنسیتی را با پروژه‌های حفاظت از منابع طبیعی و توسعه تشویق می‌کند. بوم‌شناسی سیاسی فمینیستی به‌دنبال پرسش و آگاهی در مورد چگونگی تأثیر جنسیت و سایر برچسب‌ها و طبقه‌بندی‌های اجتماعی بر نحوه ارتباط و تعامل مردم با محیط طبیعی، از جمله نحوه دسترسی مردم به آب است.